# 5351 Diderot
5351 Diderot este o planetă minoră (asteroid), cu un diametru de 3,662 km, din centura de asteroizi. A fost descoperită pe 26 septembrie 1989 la Observatorul La Silla de Eric Walter Elst și a fost numită după Denis Diderot. 
Obiectul prezintă o orbită caracterizată de o semiaxă mare de 2,4262554 UAi, o excentricitate de 0,14, o înclinație de 5,5959 ° în raport cu ecliptica.